# Élection présidentielle barbadienne de 2021
L’élection présidentielle barbadienne de 2021 a lieu au scrutin indirect le 20 octobre 2021 afin d'élire le président de la Barbade. Il s'agit de la toute première élection présidentielle dans l'histoire du pays, après le vote de l'abolition de la monarchie barbadienne et de l'instauration de la république par le Parlement de la Barbade. 
Soutenue par le gouvernement et l'opposition, Dame Sandra Mason, jusque-là gouverneur général, est élue à la quasi-unanimité. Elle devient ainsi la première présidente de l'histoire de la Barbade, son entrée en fonction le 30 novembre 2021 coïncidant avec le passage à un régime républicain.

## Contexte
Il s'agit de la première élection présidentielle organisée à la Barbade, le pays étant jusqu'alors un royaume du Commonwealth, un État pleinement indépendant ayant conservé la reine Élisabeth II comme chef de l'État symbolique et honorifique. Cette dernière est représentée par un gouverneur général nommé par elle sur proposition du gouvernement barbadien. 
Si les débats sur le passage à une république remontent à plus de quatre décennies, le sujet est officiellement évoqué en 1998 dans un rapport parlementaire, et réaffirmé en 2015 par le Premier ministre Freundel Stuart, qui prévoit alors cette transition « dans un futur proche ». Entretemps, en 2003, la Barbade adopte pour ultime cour d'appel la Cour caribéenne de justice en remplacement du Conseil privé du Royaume-Uni, ce qui est perçu comme un pas de plus vers le desserrement des liens avec la Couronne britannique.

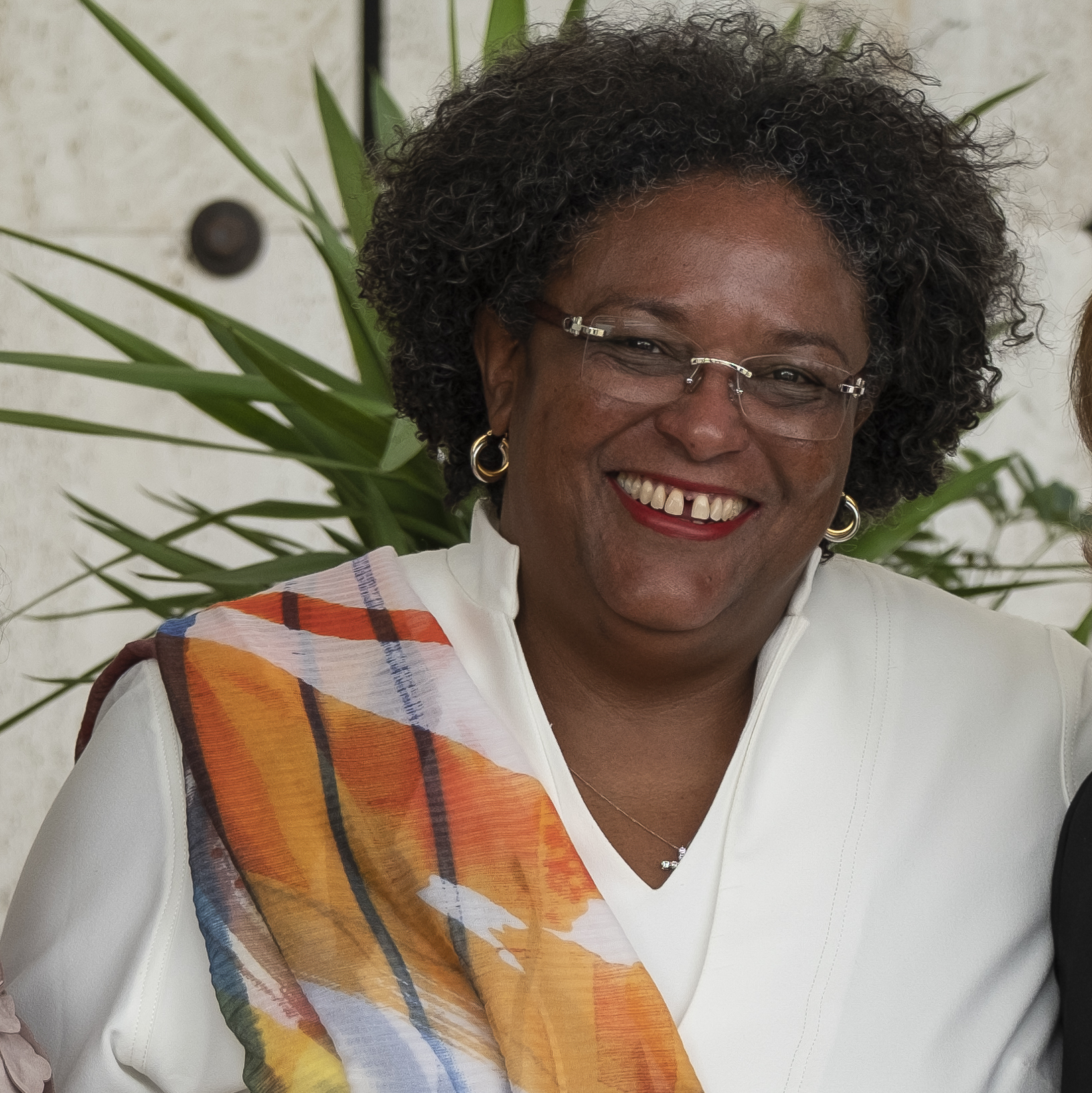
Mia Mottley.

Fort de son écrasante victoire aux élections législatives de 2018 qui voient le Parti travailliste remporter la totalité des 30 sièges de l'Assemblée au détriment du Parti travailliste démocrate de Freundel Stuart, le gouvernement de la Première ministre Mia Mottley entreprend courant 2020 de doter la Barbade d'une nouvelle Constitution et de passer à un système républicain,. Jugeant le système reposant sur un monarque étranger dont les Barbadiens sont exclus du mode de sélection aussi « anachronique » que l'absence de droit de vote des femmes avant 1944, Mia Mottley fait également dire au gouverneur général, lors d'une déclaration suivant le discours du Trône du 15 septembre 2020, que celui-ci sera le dernier à être présenté au Parlement barbadien,.
Mia Mottley annonce ainsi le 27 juillet 2021 le remplacement à venir du poste de gouverneur général par celui de président. La forme parlementaire du régime politique étant conservée, le nouveau chef de l'État doit assumer comme son prédécesseur des fonctions essentiellement honorifiques. Son élection par le Parlement doit être suivie d'une prise de fonction le 30 novembre 2021 puis d'une période de transition de douze à quinze mois, au cours de laquelle la Constitution sera revue chapitre par chapitre par un comité bipartisan afin de lui donner un caractère républicain,.
Dans un souci d'apaiser les inquiétudes d'une partie de la population quant à un changement brusque du système politique, le gouvernement présente la candidature du gouverneur général Dame Sandra Mason le 21 août, assurant également que le drapeau, l'hymne national, le nom de la fête d'indépendance et celui du pays resteront inchangés,,,.
Le 20 septembre, le gouvernement introduit un amendement constitutionnel supprimant de la Constitution toutes les références à la monarchie pour les remplacer par des éléments républicains, et instaurant l'élection au suffrage indirect d'un président pour chef d'État de la Barbade. L'amendement est voté à l'unanimité à l'Assemblée le 28 septembre, puis au Sénat le 6 octobre, pour un passage à la république le 30 novembre 2021,,.

## Système électoral
Le président de la Barbade est élu au scrutin indirect et secret par un collège électoral composé des membres du Parlement, soit les 21 membres du Sénat et les 30 membres de l'Assemblée. Est élu pour un mandat de quatre ans, renouvelable une seule fois, le candidat qui recueille la majorité qualifiée des deux tiers des suffrages dans chacune des chambres du Parlement.
La Constitution prévoit la possibilité pour le Premier ministre et le chef de l'opposition de s'accorder sur la nomination d'un candidat commun. Auquel cas, le Parlement est réuni et le candidat commun est déclaré élu à l'unanimité si aucun membre n'y fait objection.
Si une objection est soulevée, ou s'il n'y a pas de candidature commune, il est procédé à une élection en un seul tour où la majorité des deux tiers des suffrages exprimés dans chacune des chambres est requise pour l'emporter. Peuvent alors se présenter les candidats soutenus par le Premier ministre et/ou le chef de l'opposition, ou bien au moins dix membres du Parlement.

## Déroulement
Au vu de la nomination commune de Dame Sandra Mason par la Première ministre Mia Mottley et le chef de l'opposition Joseph Atherley, le Parlement se réunit en session commune le 20 octobre 2021. Le président de l'Assemblée, Arthur Holder, après avoir fait le constat de cette candidature commune et demandé si un parlementaire avait une objection, se voit opposer celle du sénateur Caswell Franklyn. En accord avec la Constitution, Arthur Holder met alors immédiatement fin à la séance afin que les deux chambres se réunissent et votent séparément.
À l'Assemblée, Dame Sandra Mason réunit la totalité des voix des 27 députés présents, en l'absence des députés William Duguid et George Payne. Le vote est cependant plus houleux au Sénat, où le sénateur Caswell Franklyn poursuit ses objections en interpellant le président du Sénat, Reginald Farley. Caswell Franklyn déclare s'opposer à la tenue du vote en raison de l'absence d'une procédure détaillée sur l'organisation d'une élection présidentielle dans la Constitution, comparée notamment à celle présente dans la Constitution de l'archipel voisin de Trinité-et-Tobago. Le sénateur objecte également que le bulletin de vote utilisé ne comporte qu'un emplacement pour voter « oui » et aucun pour voter « non ». Après un vif échange avec Reginald Farley, qui lui ordonne sans succès de se rasseoir, le sénateur finit par quitter la salle. Son bulletin de vote est par la suite retrouvé non rempli dans la salle,. Le bulletin non rempli de Caswell Franklyn s'ajoute à l'absence de la sénatrice Lucille Moe. La totalité des 18 sénateurs restants votent en faveur de Dame Sandra Mason. Les présidents des deux chambres s'abstiennent de participer au vote.

## Résultats
|                          | Sandra Mason             | Indépendante             | 18 | 100   | 27 | 100   |  |  |
|                          |                          |                          |    |       |    |       |  |  |
| Votes valides            | Votes valides            | Votes valides            | 18 | 94,74 | 27 | 100   |  |  |
| Votes blancs et nuls     | Votes blancs et nuls     | Votes blancs et nuls     | 1  | 5,26  | 0  | 0     |  |  |
| Total                    | Total                    | Total                    | 19 | 100   | 27 | 100   |  |  |
| Abstentions              | Abstentions              | Abstentions              | 2  | 9,51  | 3  | 10,00 |  |  |
| Inscrits / participation | Inscrits / participation | Inscrits / participation | 21 | 90,48 | 30 | 90,00 |  |  |

## Suites

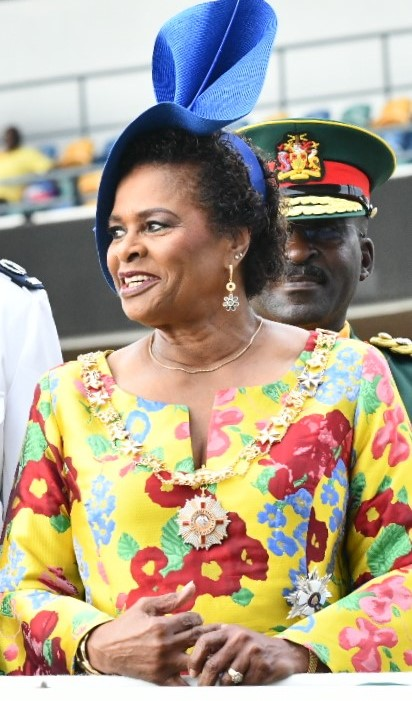
Sandra Mason en 2019.

Sandra Mason devient la première présidente de la Barbade,, un résultat dont se félicite Mia Mottley qui qualifie le scrutin de preuve de l'unité du pays, la majorité des deux tiers ayant été largement atteinte dans les deux chambres,. Le chef de l'opposition Joseph Atherley (es) partage les déclarations de la Première ministre, tout en réitérant la position de son parti, selon lequel l'écriture d'une nouvelle Constitution aurait dû précéder la proclamation de la république.
La prise de fonction de Sandra Mason intervient le 30 novembre 2021, jour de la fête nationale marquant le 55e anniversaire de l'indépendance du pays,. La cérémonie d'investiture a lieu en présence du prince Charles, héritier du trône britannique et des autres royaumes du Commonwealth, en tant que futur chef du Commonwealth. Elle marque le passage de la monarchie à la république, ainsi que le début d'une transition au cours de laquelle doit être rédigée une nouvelle Constitution après une série de consultations de la population,.